# マネージャー (プロレス)
プロレスにおけるマネージャー（Manager）は、プロレス興行の出演者のうち、主にプロレスラーに帯同して行動する者を指す。通常のマネージャーとは異なり、実際に選手のマネージメントを担当することは一部の人物（グレート東郷、バック・ロブレイ、ポール・エラリングなど）を除いて少なく、大半が興行におけるギミック上のマネージャーである。

## 概要
プロレスラーに代わってマイクパフォーマンスやインタビューに応じ、担当レスラーの強さをファンにアピールしたり、対戦相手を挑発したりすることが主な役割である。また、ザ・シークのマネージャーだったアブドーラ・ファルーク（グラン・ウィザード）、ジ・アンダーテイカーのマネージャーだったポール・ベアラーのように、レスラーのギミックをより強調する役割も持っている。古くからヒールのレスラーにマネージャーが付く場合が多く、そのため試合中に対戦相手に絡んだり、レフェリーの注意を引きつけてその間に担当選手に反則攻撃を行わせるなど、ヒールがヒールらしい勝ち方を演出する上で欠かせないものとなった。近年では女性のマネージャーも珍しくはないが、かつては女性マネージャーは「ヴァレー（Valet）」と呼ばれていた。
マネージャーがプロレスラーからの転向者でプロレスリングの下地が備わっている場合は、プレイヤー兼任の「プレイング・マネージャー」として、マネージャー自身がベビーフェイスのレスラーとの抗争アングルにおいて試合を行うこともある。マネージャー専任でレスラー出身ではない場合も、かつてテネシー州メンフィスのCWAでジミー・ハートがジェリー・ローラーと対戦したことがあるように、即席で試合を行う場合も稀ながら存在する。初期のWCWではジム・コルネット対ポール・E・デンジャラスリーという、レスラー出身でないマネージャー同士による "Tuxedo Street Fight" なる試合が行われたこともあった（通常のプロレスの試合ではなく、共にタキシード姿で戦って相手のタキシードを脱がした方が勝者となる試合形式）。
アメリカでは英語以外を母語とするなど、マイクパフォーマンスが得意ではないレスラーにマネージャーが付く場合も多く、かつてアメリカで活躍した日本人レスラーの多くはマネージャーを迎えていた。また、実際には英語が自在に話せても、異民族ギミックのヒールが自ら流暢な英語でマイクアピールを行うのはリアリティを損なう場合があり、シークやカマラのように「本人は英語が喋れない」という設定のもとマネージャーがマイクパフォーマンスを担当することもある。
2000年代からのアメリカではWWEのディーヴァなど女子レスラーがマネージャーを担当することが多く、時にレスラーとマネージャーの間で恋愛ストーリーが展開することもしばしばあった。
なお、日本でプロレスのエンターテインメント的な側面が公にされていなかった時代の作品である高森朝雄原作の『ジャイアント台風』では、ブルーノ・サンマルチノのマネージャーとして登場するアーノルド・スコーランは「実際にマネージメントを担当しマネージメント料の利権を守るため謀略を巡らせている」という設定になっていた。

## 主なマネージャー

### 国内
- 将軍KYワカマツ
- 星野勘太郎
- 鈴木浩子
- 北斗晶
- マネージャー・ポリス
- ナオミ・スーザン
- 風間ルミ

### 海外

#### レスラー出身者
- フレッド・ブラッシー
- ドリー・ファンク・シニア
- アーノルド・スコーラン
- フランク・バロア
- キャプテン・ルー・アルバーノ
- ボビー・ヒーナン
- J・J・ディロン
- ゲーリー・ハート
- スカンドル・アクバ
- トージョー・ヤマモト
- ミスター・フジ
- ジョニー・バリアント
- シーク・アドナン・アル＝ケイシー
- ケビン・サリバン
- ポール・エラリング
- ポール・ジョーンズ
- ポール・ベアラー
- カーネル・ロバート・パーカー
- ショーン・デバリ
- アルマンド・エストラーダ
- ゼブ・コルター

#### 非レスラー出身者
- グラン・ウィザード
- ジミー・ハート
- サー・オリバー・フンパーディンク
- ジム・コルネット
- ポール・ヘイマン
- スリック
- テディ・ロング
- ブラザー・ラブ
- ハービー・ウィップルマン
- サニー・オノオ
- シニスター・ミニスター
- シェイン・マクマホン
- ビクター・キニョネス
- ランジン・シン

#### ディーヴァ
＜レスラー兼任＞
- センセーショナル・シェリー
- リタ
- トリッシュ・ストラタス
- ゲイル・キム

＜非レスラー＞
- ミス・エリザベス（英語版）（ランディ・サベージの項も参照）
- サニー
- ステイシー・キーブラー
- シャーメル